# Classe Aragosta
I dragamine litoranei classe Aragosta sono state unità costruite per il dragaggio di mine navali, realizzate negli anni cinquanta per la Marina Militare Italiana in cantieri nazionali su commessa NATO con fondi del Mutual Defense Assistance Program. Le unità della classe sono state classificate MSI (Inshore Minesweepers) cioè dragamine litoranei. Alcune unità dello classe sono state trasformate per compiti addestrativi.
In tutto furono costruiti venti esemplari tutti in Italia con fondi MDAP su progetto britannico dei dragamine Classe Ham.

## Caratteristiche
La classe Ham era composta da 93 unità che vennero realizzate tra il 1954 e il 1959 in tre diversi sottogruppi: il primo in legno e metalli non ferrosi, il secondo tutto in legno, il terzo diverso nello scafo e con le dimensioni leggermente allargate.
Le navi nella versione inglese erano di poco superiori alle 164 tonnellate a pieno carico ed erano armate con una mitragliera Bofors da 40 o 20 mm Oerlikon, mentre quelle italiane da una mitragliatrice da 12,7mm Browning.
La propulsione era costituita da due motori diesel Paxman 12YHAXM da 1100 hp, collegati a due eliche, che consentivano di raggiungere una velocità di 12 nodi con un'autonomia di 2000 miglia a 9 nodi, mentre un motore 12YHAZ si occupava delle generazione dell'elettricità per i servizi di bordo.

## Unità
Le unità vennero realizzate nei seguenti stabilimenti:
- C.R.D.A. - Monfalcone:
  - M 5440 Aragosta - impostato nel 1956, varato il 30 giugno dello stesso anno e consegnato il 20 maggio 1957
  - M 5451 Arsella - impostato nel 1956, varato il 22 agosto dello stesso anno e consegnato il 20 maggio 1957
  - M 5452 Astice - impostato il 22 settembre 1956, varato il 16 gennaio 1957 e consegnato il 19 giugno dello stesso anno
  - M 5453 Attinia - impostato nel 1956, varato il 7 febbraio 1957 e consegnato il 20 giugno dello stesso anno

- Baglietto - Varazze:
  - M 5454 Calamaro - impostato nel 1956, varato il 28 aprile 1957 e consegnato il 10 luglio dello stesso anno
  - M 5455 Conchiglia - impostato nel 1957, è stato varato il 18 aprile e consegnato il 10 luglio dello stesso anno
  - M 5456 Dromia - impostato nel 1957, è stato varato il 2 giugno e consegnato il 10 luglio dello stesso anno

- Picchiotti - Viareggio:
  - M 5457 Gambero -  impostato nel 1957, è stato varato il 5 maggio e consegnato l'11 luglio dello stesso anno
  - M 5448 Granchio - impostato nel 1956, varato il 25 maggio 1957 e consegnato l'11 luglio dello stesso anno
  - M 5449 Mitilo - impostato il 7 marzo 1956, è stato varato l'8 giugno e consegnato l'11 luglio dello stesso anno

- Celli - Venezia:
  - M 5460 Ostrica - impostato nel 1956, varato il 15 aprile 1957 e consegnato l'8 luglio dello stesso anno
  - M 5461 Paguro - impostato nel 1956, varato il 25 aprile 1957 e consegnato l'8 luglio dello stesso anno

- Costaguta - Voltri:
  - M 5462 Pinna - impostato nel 1956, varato il 15 aprile 1957 e consegnato il 10 luglio dello stesso anno
  - M 5463 Polipo - impostato nel 1957, è stato varato il 9 maggio e consegnato il 10 luglio dello stesso anno
  - M 5464 Porpora - impostato il 2 agosto 1956, varato il 13 giugno 1957 e consegnato il 10 luglio dello stesso anno

- Apuano - Marina di Carrara:

Dragamine Totano

  - M 5465 Riccio - impostato nel 1957, è stato varato il 19 maggio e consegnato l'11 luglio dello stesso anno
  - M 5466 Scampo - impostato il 14 marzo, varato il 30 maggio 1957 e consegnato alla Marina Militare il 1º agosto dello stesso anno

- Cecchetti - Porto Corsini:
  - M 5467 Seppia - impostato nel 1957, è stato varato il 7 giugno e consegnato il 6 luglio dello stesso anno

- Breda - Venezia:
  - M 5468 Tellina - impostato nel 1957, è stato varato il 28 aprile e consegnato l'8 luglio dello stesso anno
  - M 5469 Totano - impostato nel 1956, varato il 14 aprile 1957 e consegnato l'8 luglio dello stesso anno

## Servizio
Durante la loro attività operativa queste unità, entrate in servizio nella seconda metà degli anni cinquanta, furono impiegate in operazioni di dragaggio acustico, magnetico e meccanico, soprattutto nel corso degli anni cinquanta e degli anni sessanta, quando non era raro il ritrovamento di mine lungo i litorali italiani.

Dragamine Porpora

La maggior parte delle unità è andata in disarmo tra il 1973 e il 1982. Il primo daragamine andato in disarmo è stato il 1º agosto 1973 l'Arsella, seguito l'8 settembre dal Seppia. Nel 1974 in numero dei dragamine posti in disarmo è stato ben più numeroso. Per primo è toccato il 1º marzo all'Ostrica cui ha fatto seguito il 1º aprile il Dromia. Il 1º maggio ad andare in disarmo è toccato a Conchiglia, Paguro, Tellina e Totano e il 7 maggio All'Attinia. Nel 1975 è toccato al dragamine Calamaro, andare in disarmo il 1º maggio. Le altre unità sono andate in disarmo agli inizi degli anni ottanta. Nel 1981 ad andare in disarmo sono stati Riccio il 30 settembre e Granchio il 30 novembre e infine il 30 aprile 1982 Gambero e Pinna.

Astice e Seppia in navigazione

Discorso a parte merita il dragamine Scampo, che venne utilizzato come mezzo veloce per il trasporto di personale MEN 205 e successivamente MEN 211 operando all'interno del porto della Spezia. L'imbarcazione, posta in disarmo nel 1979, tra il 1980 e il 1983 venne sottoposta a grandi lavori di trasformazione e ribattezzata il 1º settembre 1983 con il nome di Murena, venne riclassificata Nave esperienza e contraddistinta con il nuovo distintivo ottico A5305, per poi essere utilizzata a partire dal 2002 come unità addestrativa.
Le unità superstiti Aragosta, Astice, Mitilo, Polipo e Porpora, restarono ad operare presso la base della Spezia inquadrate nella 74 Squadriglia Dragamine Litoranei del IV Gruppo Dragamine. La 74 Squadriglia Dragamine Litoranei era stata dislocata nella base della Spezia fino all'estate 1967, quando venne ridislocata a Messina fino all'estate 1978 quando tornò a fare base alla Spezia.
Le unità della 74 Squadriglia a decorrere dal 1º febbraio 1985 vennero riclassificate “ Navi Ausiliarie per Addestramento” con conseguente cambio di distintivo ottico ed entrarono a far parte del costituito 74º Comando Gruppo Navale Addestrativo (COMGRUNAVADD74) alle dipendenze operative del COMFORAUS e impiegate a favore degli allievi e degli Ufficiali che frequentano l'Accademia Navale di Livorno e per compiti di pattugliamento di varia natura nelle acque prospicienti La Spezia. Il cambio di distintivo ottico fu il seguente:
- Aragosta A 5378
- Astice A 5379
- Mitilo A 5380
- Polipo A 5381
- Porpora A 5382.

Dopo il disarmo di Nave Polipo, avvenuto il 1º luglio 2000 e di Nave Aragosta, avvenuto il 1º dicembre dello stesso anno, al COMGRUNAVADD74 si è aggiunta nel 2002 Nave Murena, nome con cui venne ribattezzata Nave Scampo.
Gli ex dragamine Aragosta e Polipo vennero radiati 1l 17 luglio 2002 e trasferiti alla Tunisia.
Delle unità in servizio presso COMGRUNAVADD74 soltanto l'ex dragamine Porpora ha mantenuto la struttura originaria avendo solo sbarcato le apparecchiature per il dragaggio, mentre le altre unità sono state sottoposte a notevoli lavori di trasformazione effettuati per tutte le unità presso l'Arsenale di La Spezia.

L'ex dragamine Scampo durante i lavori di trasformazione in Nave esperienze

L'ex dragamine Scampo su cui i lavori vennero effettuati tra il 1980 e il 1983 presso l'Arsenale della Spezia ha conservato soltanto lo scafo in legno mentre vennero totalmente ricostruite le sovrastrutture, ed i locali tecnici ed operativi; all'imbarcazione, ribattezzata Murena e riclassificata Nave esperienze per il lancio di siluri oltre al cambio del distintivo ottico venne assegnato il motto Voluntate et Patientia.
I lavori su Nave Mitilo, eseguiti tra il 1998 ed il 2000 riguardano principalmente il rifacimento della sovrastruttura e la realizzazione di una plancia scoperta più grande. A poppavia della sovrastruttura trova posto il camerino del Comandante.
I lavori di grande trasformazione su Nave Astice vennero eseguiti tra il 2001 e il 2003. Tali lavori hanno riguardato il rifacimento totale della sovrastruttura prodiera in alluminio che ospita la segreteria unica di bordo e la plancia coperta con, all'interno, il timone, il quadro di controllo dei motori termici, il tavolo di carteggio con la cassettiera per le carte nautiche e le pubblicazioni nautiche, nonché tutta la strumentazione d'ausilio alla navigazione e che permette le comunicazioni con le altre navi. La plancia è stata dotata anche di relative alette per il controllo delle manovre e per il rilevamento dei punti cospicui. A poppavia della soprastruttura trova posto il camerino del Comandante con relativo bagno e divano-letto. Inoltre sono stati ricavato a prora due locali igienici distinti per il personale femminile e maschile. La coperta nel 2005 è stata riportata al vivo legno originale, cosicché le doghe di teak che costituiscono la coperta, sono visibili ricoperte solamente di una vernice protettiva trasparente. Tali modifiche hanno in parte cambiato l'aspetto esterno della nave, in maniera decisamente più funzionale ed adatta ai compiti istituzionali ad essa assegnati. Nel 2017 è stata dimessa la Mitilo (A 5380).
Le Unità del 74 Gruppo Navale Addestrativo sono dislocate durante l'anno accademico, a Livorno, dove a turno, gli allievi della 1ª e 2ª classe, gli aspiranti Guardiamarina della 3ª classe e i Guardiamarina che frequentano il Ruolo Speciale, partecipano a tre uscite in mare pomeridiane settimanali, lungo la costa, tra il Porto di Livorno e la Torre della Meloria che nel 1284 fu teatro della celebre battaglia tra genovesi e pisani.

Nave Astice con il nuovo distintivo ottico a fine anni ottanta

Ad ogni uscita gli aspiranti Guardiamarina del 3º anno e i Guardiamarina seguono un programma deciso dal Comandante della nave in accordo con il Comandante a capo della Squadriglia che consiste in esercitazioni pratiche di volta in volta scelte tra:
- partecipazione e conduzione per il disormeggio e ormeggio della nave;
- manovra di ricerca e recupero uomo in mare;
- entrata e uscita dal porto e navigazione in acque ristrette;
- navigazione costiera di precisione con impiego di strumenti ottici;
- manovra per presa di boa;
- manovra di rimorchio;
- precauzioni da adottare per la navigazione e la manovra in presenza di condizioni meteorologiche avverse;
- pianificazione della rotta ed operazioni di navigazione piana;
- attribuzioni dell'Ufficiale di rotta;
- documentazione e messaggistica operativa;
- impiego degli strumenti di bordo preposti per le comunicazioni;
- manovre cinematiche in formazione navale;
- procedure per le segnalazioni marittime;
- manovre di rimorchio e di rifornimento;
- procedure per andare alla fonda;
- dotazioni di bordo per l'abbandono della nave.

Gli allievi della 1ª e 2ª classe, invece fanno conoscenza, dietro la guida dell'Ufficiale in 2ª, dei Sottufficiali di bordo e dei marinai più anziani, della struttura della nave e di tutta quella attrezzatura utile ad affrontare e/o prevenire incidenti ed emergenze.
Gli Aspiranti Guardiamarina e i Guardiamarina durante le uscite in mare, che prendono il nome di Tirocinio di Manovra, assumono a rotazione su indicazione del Comandante ruoli e compiti diversi.
Nel periodo che va da luglio a settembre, in cui le unità sono dislocate alla Spezia, viene svolto il Tirocinio di Navigazione e Manovra per gli Aspiranti Guardiamarina del 3º anno, dove, con maggior tempo a disposizione, vengono affrontati in maniera più specifica e intensiva le esercitazioni ed i programmi svolti nel periodo invernale/primaverile a Livorno durante il Tirocinio di Manovra. Le uscite in mare, che comprendono anche periodi notturni, hanno una durata di otto ore, in cui ogni nave imbarca un gruppo di allievi per circa dieci giorni.
Il 5 dicembre 2019, le navi Astice, Murena e Porpora, dopo circa 62 anni di attività, sono state poste in disarmo.

## Immagini delle unità del 74º Gruppo addestrativo

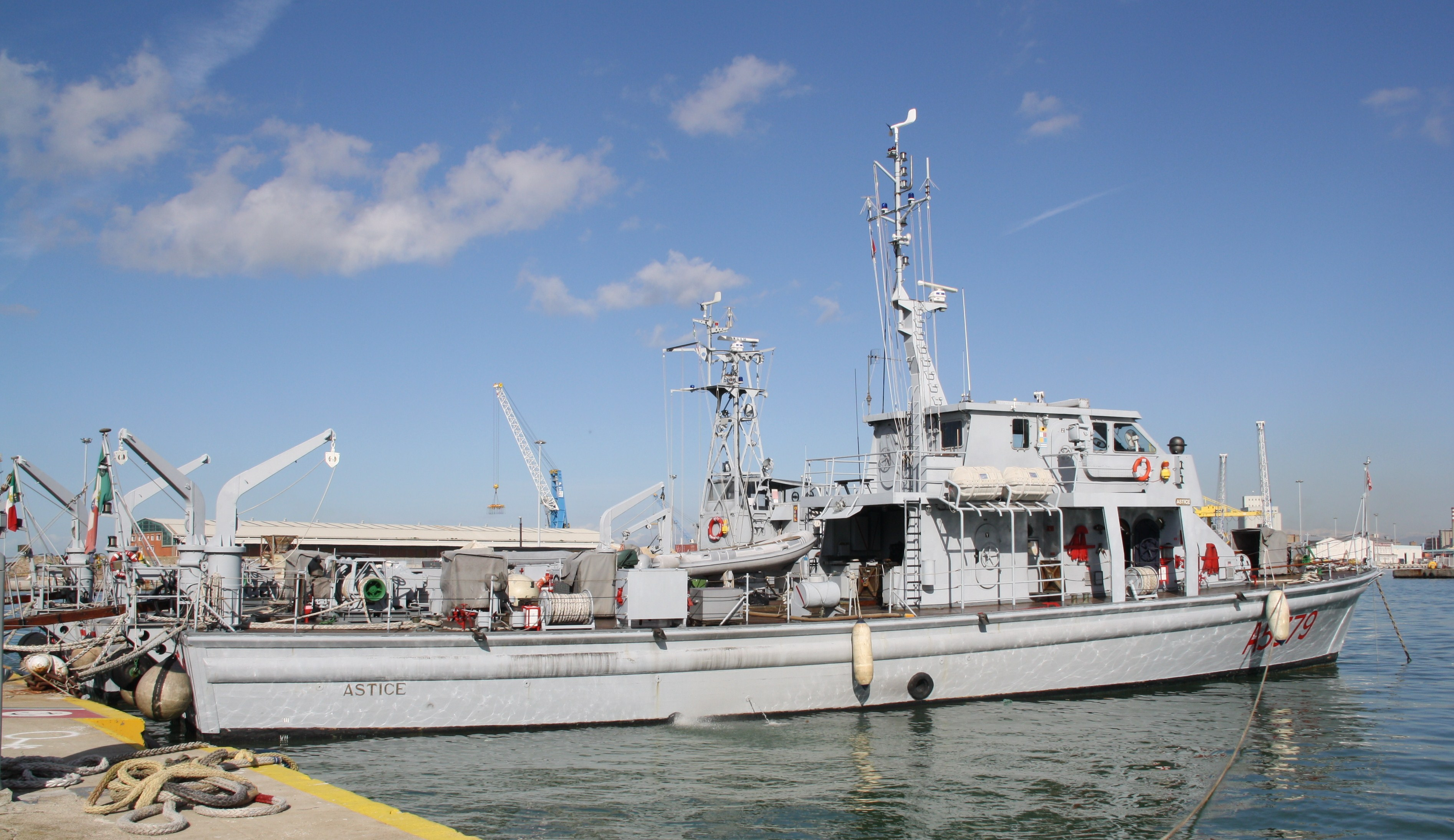
Nave Astice
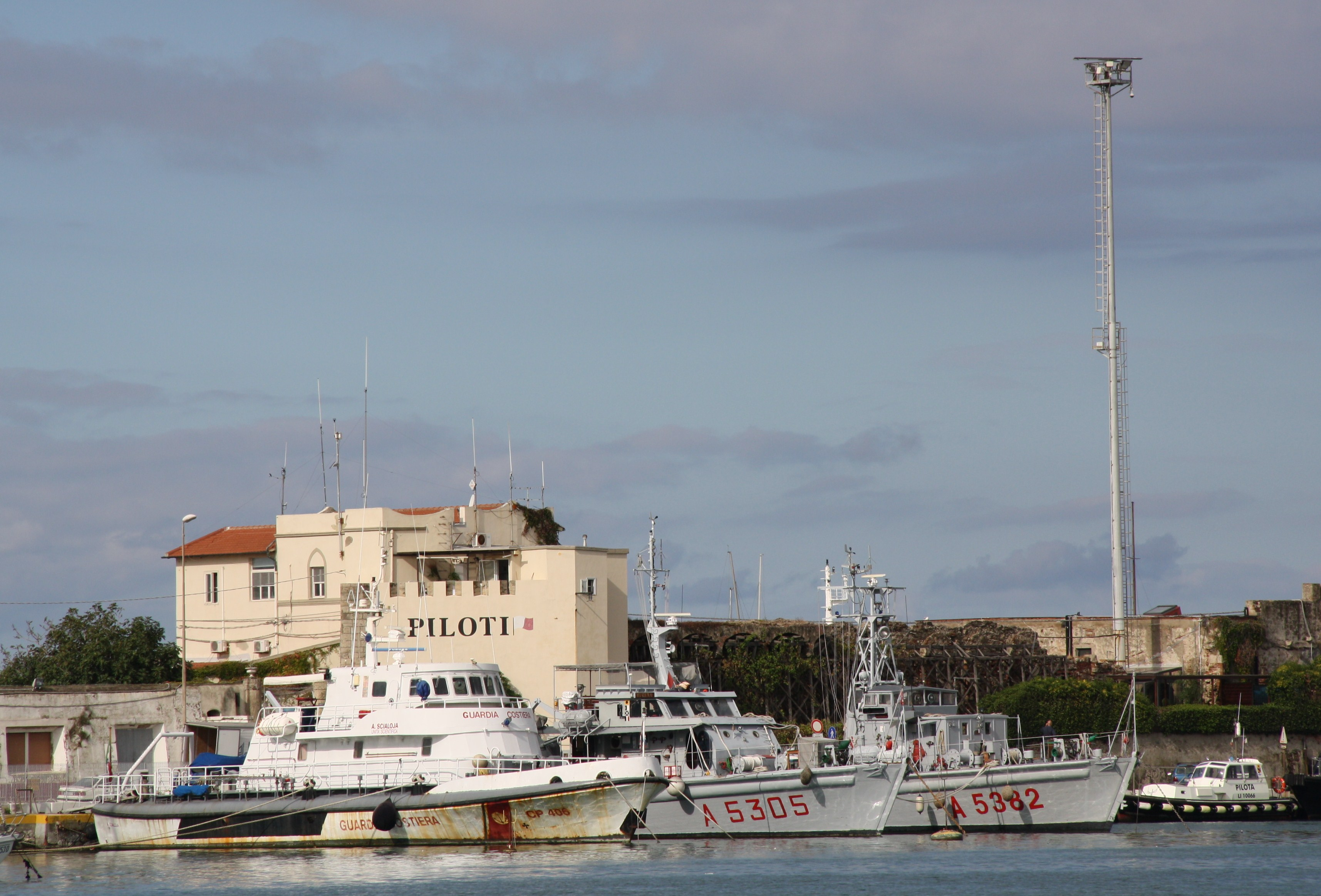
Nave Murena
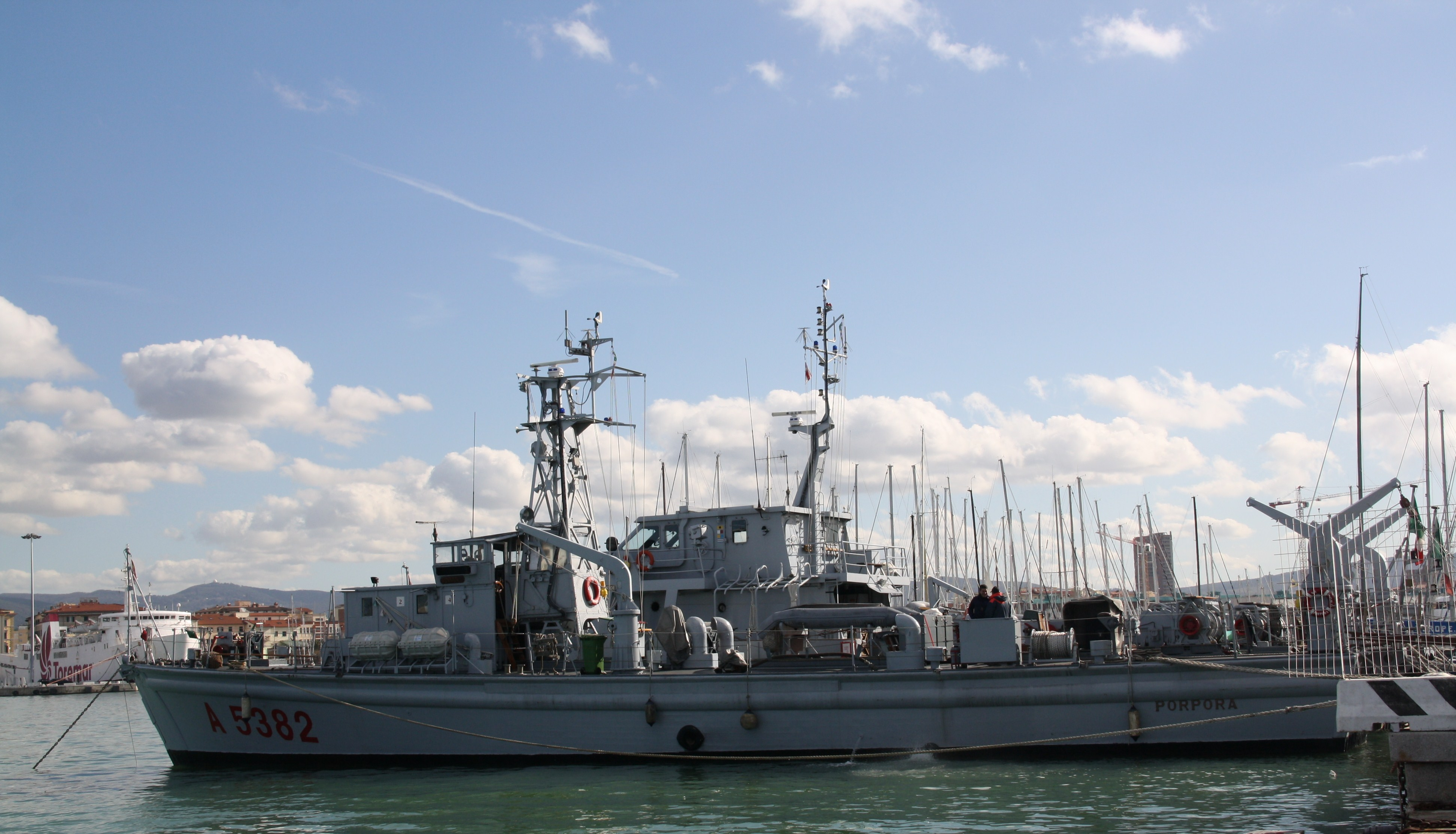
Nave Porpora